# 2020年环意自行车赛
2020年环意自行车赛是第103届环意自行车赛。此次比赛原定于2020年5月9日至31日进行，然而受2019冠状病毒病疫情影响，该比赛延期至2020年10月3日开赛，10月25日完赛。此次比赛原定途经匈牙利和法国，然而由于2019冠状病毒病疫情，两国都不允许该届环意自行车赛途经各自领土，最终比赛全程都在意大利境内进行，起点位于蒙雷阿莱，终点位于米蘭。
共有22支车队参加此次比赛，其中19支为世界职业车队，另外3支为洲际职业车队。尽管2020年10月时，意大利疫情出现反弹，途中又有两支队伍因为队内聚集性疫情主动放弃后面的比赛，中断比赛的呼声也随着感染人员数量的增加而日渐高涨，比赛最终还是按照推迟后的计划完赛。最终来自英力士車隊的Tao Geoghegan Hart获得此次比赛的总冠军，来自太阳网车队的Jai Hindley和维尔科·克尔德曼分别获得二三名。